# 傅國強
傅國強（罗马拼音：Foo Kok Keong，1963年1月8日—），出生于马来亚联合邦雪兰莪州鹅唛，馬來西亞前男子羽毛球運動員。
傅國強主攻單打，是1980年代末期至1990年代中期世界最佳選手之一。他的外型斯文，以快速、耐力與永無退縮的頑強鬪志而聞名，被后人称为“拼命三郎”。他曾經代表馬來西亞國家隊參加湯姆斯盃男子國際團體賽，其中1990年負於中國而獲得亞軍；在1992年湯姆斯上,他則擊敗了来自印尼的魏仁芳，帮助马来西亚以2比1领先印尼，最终随着队友獲得冠軍。
他曾經獲得的國際比賽冠軍包括新加坡公開賽（1990）、法國公開賽（1990）與亞洲錦標賽（1994）；而亞軍則包括馬來西亞公開賽（1990, 1991)、大英國協運動會（1990）、世界大獎賽決賽（1989），以及全英公開賽（1991）。

## 封衔
- 马来西亚 :
  -  报国将领荣誉勋章 (PJN) – 拿督 (2022)[6]